# Райдінг
Райдінг (нім. Raiding, угор. Doborján, хорв. Rajnof) — ярмаркова громада округу Оберпуллендорф у землі Бургенланд, Австрія.
Райдінг лежить на висоті  253 м над рівнем моря і займає площу  13,1 км². Громада налічує 817 мешканців. 
Густота населення 62/км².  
|                                  |
| Райдінг на мапі округу та землі. |

Бургомістом міста є Маркус Ландауер. Адреса управління громади: Franz Liszt-Platz 1, 7321 Raiding. 

## Демографія
Історична динаміка населення міста за даними сайту Statistik Austria

## Відомі особи

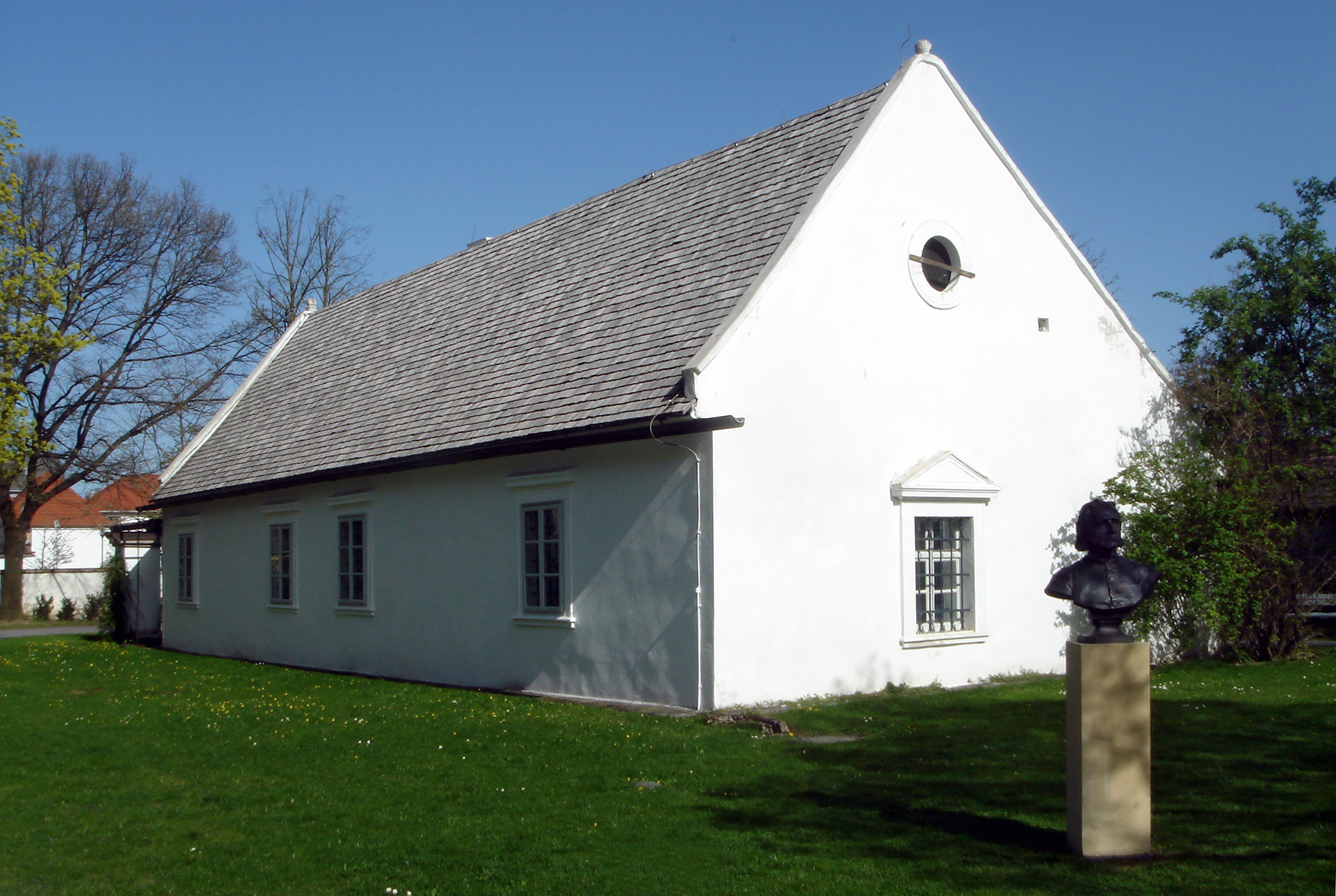
Будинок, де народився Ліст

У Райдінгу народився Ференц Ліст.

## Виноски
1. ↑  Dauersiedlungsraum der Gemeinden Politischen Bezirke und Bundesländer - Gebietsstand 1.1.2018 — Статистичне управління Австрії.
2. ↑   www.raiding-online.at
3. ↑  Gemeindedaten von Raiding

| Австрія | Це незавершена стаття з географії Австрії. Ви можете допомогти проєкту, виправивши або дописавши її. |